# Kapasari
Kapasari is een bestuurslaag in het regentschap Soerabaja van de provincie Oost-Java, Indonesië. Kapasari telt 13.440 inwoners (volkstelling 2010).